# Rickettsia prowazekii
Espèce
Rickettsia prowazekii est une espèce de bacilles aérobies non colorée au Gram (mais ayant une structure de bactérie à Gram négatif) qui est l'agent responsable du typhus exanthématique, transmis dans les excréments des poux. C'est une bactérie intracellulaire obligatoire, ce qui signifie qu'elle ne peut survivre, se développer et se reproduire qu'à l'intérieur des cellules de son hôte, en utilisant les ressources de ces dernières. En Amérique du Nord, le principal réservoir de R. prowazekii est l'écureuil volant. R. prowazekii semble également être la bactérie la plus proche, génétiquement parlant, des mitochondries. Elles peuvent être mises en évidence par le Giemsa ou les techniques de Macchiavello ou de Stamp.

## Réservoir et transmission
Contrairement aux autres rickettsioses où l'humain n'est infecté qu'accidentellement et constitue une impasse épidémiologique, le typhus épidémique est une anthropozoonose. L'humain est le principal réservoir de R. prowazekii. Son vecteur est le pou de corps humain (Pediculus humanus humanus). L'humain infecté reste porteur de la bactérie toute sa vie. À l'occasion d'un stress, la maladie peut rechuter dans une forme bactériémique moins sévère (maladie de Brill-Zinsser) qui peut être à l'origine de nouvelles épidémies.

## Histoire

### Découverte
Henrique da Rocha Lima, un médecin brésilien, a découvert cette bactérie en 1916. Il lui donna le nom de son collègue Stanislaus von Prowazek, qui avait succombé du typhus exanthématique en 1915. Prowazek et Rocha Lima avaient été infectés par le typhus en étudiant son agent causal (R. prowazekii) dans un hôpital de la prison de Hambourg, en Allemagne.

## Structure
Immobiles, bactériformes, plus rarement ovoïdes ou en navette, elles mesurent 0,3 à 2 μm.

### Structure du génome
Le génome de R. prowazekii a entièrement été séquencé. De petite taille (1 111 523 bases), il ne contient que 834 gènes codant des protéines. La comparaison des génomes de R. prowazekii et R. conorii a permis de mettre en évidence que les génomes des bactéries du genre Rickettsia sont en voie de réduction par élimination progressive de gènes. En outre, 24 % de l'ADN de R. prowazekii est non codant, ce qui est plus que n'importe quel autre génome microbien. Son génome ne comporte pas de gènes codant des protéines de la glycolyse anaérobie, cependant, il comporte des gènes codant des protéines pour le Cycle de Krebs et des protéines de la chaîne respiratoire.

## Traitement
Les vaccins contre R. prowazekii ont été développés dans les années 1940, et ont été très efficaces pour réduire les décès de typhus parmi les soldats américains pendant la Seconde Guerre mondiale. L'immunisation survient après l'infection, elle est permanente dans la plupart des cas. Cependant, R. prowazekii peut établir une infection latente, qui peut se réactiver après des années, voire des décennies (appelée maladie de Brill-Zinsser). Le traitement avec des antibiotiques de type tétracycline est généralement couronné de succès.